# 傑拉二世
傑拉二世（拉丁語：Gelasius PP. II；？—1119年）本名若望·卡埃塔尼（Giovanni Caetani），1118年1月24日當選教宗，同年3月10日即位至1119年1月28日為止。